# Tịnh Thọ
Tịnh Thọ là một xã thuộc huyện Sơn Tịnh, tỉnh Quảng Ngãi, Việt Nam.
Nơi đây được biết đến như là một vùng đất của huyện Sơn Tịnh cũng như tỉnh Quảng Ngãi
Xã Tịnh Thọ có diện tích 39,77 km², dân số năm 1999 là 12198 người, mật độ dân số đạt 307 người/km².